# Zbrane prigode Petra Zajca
Zbrane prigode Petra Zajca (v angleškem originalu The Tale of Peter Rabbit)  je otroška knjiga, ki jo je napisala in ilustrirala Beatrix Potter.
Zgodba predstavlja prigode nagajivega in neubogljivega Petra Zajca, ki se potika po vrtu gospoda Gregorja, zaradi česar ga ta lovi. Peter pobegne in se vrne domov k svoji materi, ki ga pomiri s kamiličnim čajem in ga položi v posteljo.
Avtorica je zgodbo napisala za Noela Moora, sina Potterjeve nekdanje guvernante Annie Carter Moore, leta 1893. Potter je zgodbo preoblikovala in jo leta 1901 sama natisnila, po tem, ko so jo založniki večkrat zavrnili. Knjiga je postala uspešnica, zaradi česar so sledili večkratni ponatisi takoj po izidu. Delo je prevedeno v 36 jezikov, s 45 milijoni prodanih izvodov velja za eno najbolj prodajanih knjig vseh časov.
Od izida knjige se je na tržišču pojavilo veliko blaga za otroke in odrasle, vključno z igračami literarnih likov, jedmi, hrano, oblačili in raznimi videoposnetki. Beatrix Potter je bila prva, ki je poskrbela za popularizacijo izdelkov, saj je leta 1903 patentirala lutko Peter Zajec, kateri je takoj sledila namizna igra.

## Zgodba
Zgodba je osredotočena na družino zajcev z antropološkimi značilnostmi. Mama Zajec je opozarjala svoje otroke, naj ne hodijo v vrt gospoda Gregorja, saj je v njem njen mož in njihov oče izgubil življenje, iz njega pa so spekli pito. Hčerke so mamo poslušno ubogale in šle nabirat robidnice ob poti, Peter pa je želel gospodu Gregorju izmakniti nekaj zelenjave, zato se je odpravil v njegov vrt. Ko se je do sitega najedel zelenjave, ga je začelo zvijati v trebuhu, zato se je odpravil po peteršilj, da bi se olajšal bolečin. Takrat ga je zasačil gospod Gregor, ki ga je začel loviti po vrtu. Peter je v begu pred gospodom Gregorjem izgubil svoj novi suknjič in škorenjčke. V diru je Peter zbežal v vrtno lopo in se skril v zalivalnik, pa ga je gospod Gregor ponovno našel in začel loviti. Zbegan in prestrašen Peter se je nato previdno pretihotapil mimo mačke in prišel do zaklenjenih vrtnih vrat. V upanju, da se bo lahko neopazno izmuznil iz vrta, se je vrnil po poti od koder je prišel. Toda tudi tokrat ga je gospod Gregor opazil in ga začel loviti z grabljami. Peter je poskakoval kakor hitro je mogel in se še zadnji hip skobacal pod vrtno ograjo. Na varnem se je ozrl nazaj in zagledal, kako njegova obleka visi na strašilu gospoda Gregorja. Ves potrt se je Peter Zajec vrnil domov v zajčino, kjer mu je mama ponudila kamilični čaj in ga dala v posteljo. Njegove pridne sestrice pa so dobile razkošno večerjo, jagodičevje in mleko.

## Sestava
Navdih za zgodbo je avtorica dobila v otroških letih, ko je sama imela zajca po imenu Peter Piper. V 90. letih 19. stol je B. Potter pošiljala pisma z ilustrirano zgodbo sinu nekdanje guvernante, Annie Moore. Leta 1900 je Moore v zgodbah prepoznala velik potencial, zato je Beatrix predlagala, naj jih združi v knjigo. Beatrix se je strinjala s predlogom, zato si je pri otrocih ge. Moore izposodila vso korespondenco, izbrala pa si je pismo, ki ga je napisala 4. 9. 1893  in poslala takrat 5-letnemu Noelu. V njem je bila zapisana zgodba o zajcu Petru. Biografinja B. Potter je kasneje povedala, da je bila zgodba v pismu prekratka za izdajo knjige, zato je avtorica dopolnila besedilo in ga naredila bolj napetega, poleg tega je dodala tudi črno-bele ilustracije. Popravki so upočasnili pripoved, dodali nekatere spletke in orisali časovni okvir dogajanja. Ko je pisateljica prepisala pripoved v svojo vadbeno knjigo, je naslovno stran opremila z barvno ilustracijo gospe Zajec, ko daje sinu Petru piti kamilični čaj.

## Zasebna objava
Kot je razložil Lear, je Beatrix Potter poslala rokopis zgodbe pod naslovom Zbrane prigode o Petru Zajcu in vrtu gospoda Gregorja založnikom, a so ji ga zavrnili, vključno Frederick Warne & Co., ki se je desetletje pred tem zanimala za njeno umetniško delo. Nekateri založniki so želeli krajšo zgodbo, spet drugi daljšo, najbolj pa so vztrajali pri barvnih ilustracijah, ki so bile od leta 1900 naprej tako priljubljene kot tudi cenovno dostopne. Večkratna zavrnitev je bila za Potterjevo frustrirajoča, saj je natančno vedela, kakšen izgled knjige si želi (format in slog je povzela po knjigi Helen Bannerman z naslovom Little Black Sambo) in koliko bi jo taka knjiga stala. 16. 12. 1901 se je odločila, da bo knjigo izdala v lastni režiji, zato je natisnila 250 izvodov in jih razdelila med družinske člane in prijatelje.

## Prva komercialna objava
Leta 1901 sta Beatrix Potter in Canon Hardwricke Rawnsley, družinski prijatelj in nekdanji pesnik, predložila Frederick Warne & Co.  nekoliko grozljivo in didaktično različico pripovedi skupaj z ilustracijami Potterjeve. Wernerjevi uredniki so rawnsleyjevo različico zavrnili in prosili za rokopis Beatrx Potter. Uredniki so želeli povest o Petru Zajcu promovirati in doseči tak uspeh, kot ga je doživela Helen Bennerman s svojim Little Black Sambo in tudi druge majjhne otroške knjige, ki so na tržišču. Ko je Warne vprašal Potterjevo, zakaj njene ilustracije niso barvne, je odgovorila, da zajci – rjavi in zeleni niso dobri predmeti za barvanje. Warne je knjigo zavrnil, pa vendar dopustil možnost za poznejšo objavo. 
Warne je želel barvne ilustracije v „zajčji knjigi“ (kot so jo imenovali) in predlagal rezanje ilustracij od štiridesetih do dvaindvajsetih ter označil tiste, za katere bi bilo najbolje, če bi jih odstranili. Beatrix se je barvnim ilustracijam sprva upirala, a je kmalu sprevidela, da je njeno vztrajanje pri črno-belih ilustracijah napaka, zato je Warneju poslala več barvnih ilustracij, skupaj s kopijo svoje zasebno tiskane izdaje, on pa jih je nato preposlal svojemu uglednemu otroškemu ilustratorju L. Leslieju Brookeu, da bi podal svoje mnenje. Ilustrator je bil navdušen nad pisateljičinim delom in tudi dal priporočilo zanjo.
Medtem je Potter še vedno distribuirala svojo zasebno tiskano izdajo družini in prijateljem. Med kupci je bil tudi slavni ustvarjalec Sherlocka Holmesa, Arthur Conan Doyle, ki je knjigo kupil za svoje otroke. Ko je bil prodan prvi zasebni izvod izmed 250, je že bilo pripravljenih  naslenjih 200 izvodov. V enega izmed izvodov je avtorica zapisala, da je njen ljubljenček, zajček Peter umrl.
Po skoraj enem letu pogajanj je Potter, v juniju 1902, podpisala pogodbo z Wernerjem, v kateri sta se dogovorila, da bodo izdali 5000 izvodov. Avtorica je pried objavo sodelovala pri prilagajnju besedila in pravopisnih popravkih. Bloke ilustracij in besedila so nato poslali tiskarju Edmundu Evansu. Še pred uradno objavo knjige v oktobru 1902 je bilo prodanih 8000 izvodov knjige Zbrane prigode Petra Zajca, do konca leta so natisnili že 28000 izvodov. Leto po izidu knjige, leta 1903, je bilo natisnjenih 56470 izvodov.

## Ameriške avtorske pravice
Warneova pisarna v New Yorku ni uspela registrirati avtorskih pravic za Zbrane prigode Petra Zajca v Združenih državah Amerike. Ne licencirane kopije knjige so se začele pojavljati spomladi 1903, za katere Potter ni prejemala licenčnine, in tega niso mogli na noben način zaustaviti. Ogromna finančna izguba se je pokazala šele s časom. Ko je njen oče za božič 1903 domov prinesel igračo, veverico „Nutkin“, je bila zaščita njene intelektualne lastnine nujna.

## Tržna niša
Literarni lik Peter Zajec se je izkazal za odlično tržno nišo. Na tržišče je z izidom zgodbe prišlo veliko igrač za otroke, gledaliških lutk, namiznih iger itd. Leta 1998  so postali dostopni razni videi, zgoščenke, avdio kasete, radijske igre itd. Warne je promoviral in odprl uradne trgovine v ZDA in Veliki Britaniji, v katerih se prodajajo igrače in vse podobne stvari, ki so povezane z literarnimi liki Beatrix Potter.

## Adaptacije
Leta 1938 po uspehu Snow White in Seven Dwarfs je želel Walt Disney narediti animiran film o Zbranih prigodah Petra Zajca, a ga je Beatrix Potter zavrnila zaradi marketinških razlogov.
Leta 1935 je Marrie Melodies naredila adaptacijo zgodbev kratkem filmu. Vzela je originalno zgodbo in spremenila priimek (Cottontail namesto Rabbit – Zajec), prav tako je spremenila sestavo družine. Glavni junak, torej Peter,je imel v filmu namesto treh sestric, dva brata in eno sestro.
Leta 1971 se je Peter zajec pojavil kot igralec v baletnem filmu The Tales of Beatrix Potter.
Leta 1991 je HBO naredil animirano muzikalno adaptacijo, ki jo je pripovedovala Carol Burnett kot del spletne serije Storybook Musicals.
Leta 1992 so je BBC naredil antologijo serij The World of Petter Rabbit and Friends, ki so bile realizirane na VHS in na DVD-jih.
Leta 2006 so se na Petra Zajca sklicevali tudi v biografskem filmu Beatrix Potter z naslovom Miss Potter.
V decembru 2012 so predstvaili novo animirano otroško serijo z naslovom Peter Rabbit (Peter Zajec), februarja 2013 pa so jo začeli predvajati na Nickelodeon. Petru je v prvi sezoni posodil glas Colin DePaula, v drugi sezoni in različici za ZDA pa Parker Lucas. Connor Fitzgerald je dal Petru glas v različici VB.

## Vir in literatura
Potter, Beatrix (2007). Zbrane prigode Petra Zajca. Ljubljana : Mladinska knjiga. (Prevod: Branko Gradišnik)